# Na mizině
Na mizině (v italském originále I rovinati) je opera buffa (původním žánrovým označením comedia per musica) o třech dějstvích českoněmeckého skladatele Floriana Leopolda Gassmanna na libreto Giovanniho Gastona Boccheriniho. Premiéru opery uvedlo 23. června 1772 vídeňské dvorní divadlo (Burgtheater).

## Vznik a charakteristika
Na mizině je předposlední opera F. L. Gassmanna. Libreto k ní (patrně stejně jako k poslední, Dům na venkově) napsal Giovanni Gastone Boccherini (1742–1798), bratr skladatele a virtuosa Luigiho Boccheriniho. Ten začínal u vídeňského dvorního divadla jako tanečník, ale tehdejší oficiálního dvorní (divadelní) básník Rainieri de' Calzabigi ho nasměroval k práci libretisty. Boccherini napsal pro Gassmanna již roku 1769 libreto Le donne letterate, ale protože skladatel musel odjet do Říma k přípravě korunovační opery Aetius, zhudebnil toto libreto Gassmannův mladý chráněnec Antonio Salieri. Roku 1772, když byl Calzabigi z Vídně vykázán, se Boccherini stal jeho nástupcem jako dvorní básník a jeho prvním dílem v této funkci bylo právě libreto ke Gassmannově opeře Na mizině.
Podle dobových zpráv měla opera Na mizině úspěch; Realzeitung lakonicky poznamenává, že se líbila a udržela se. Dosáhla patnácti představení, což bylo relativně hodně, a hrála se až do další sezóny (poslední představení 3. října). Z obsazení je konkrétně známo, že roli kavárnice Ciaccoliny zpívala Clementina Baglioniová a v roli prostopášníka Liberta ve Dvorní opeře debutoval tenorista Domenico Guardasoni. Hudební historik Charles Burney potvrzuje, že představení řídil od cembala Gassmann, a podává o něm svědectví: „Nemohu říci, zda jeho [=Gassmannovy] ranní zdvořilosti nevědomky zapůsobily na mou mysl a uši, ale tato hudba mě potěšila mnohem víc než kterákoli ze skladeb, které jsem od něj předtím slyšel. Byl tam kontrast, protiklad a rozmanitost pohybů a pasáží, z nichž jedno působilo ku prospěchu a účinku druhého, což bylo okouzlující; a instrumentální party byly zpracovány uvážlivě a důmyslně.“
V následujícím roce, doloženě 9. října 1773, se Gassmannova předposlední opera hrála v zámku Villa Real (nyní Villa medicea) v Poggio a Caiano pro dvůr tehdejšího toskánského velkovévody Petra Leopolda I.; libreto vytištěné pro tuto příležitost ji označuje za „farsa a cinque voci“ (fraška pro pět hlasů).
V novější době dosud (2024) tato opera buffa oživena nebyla.

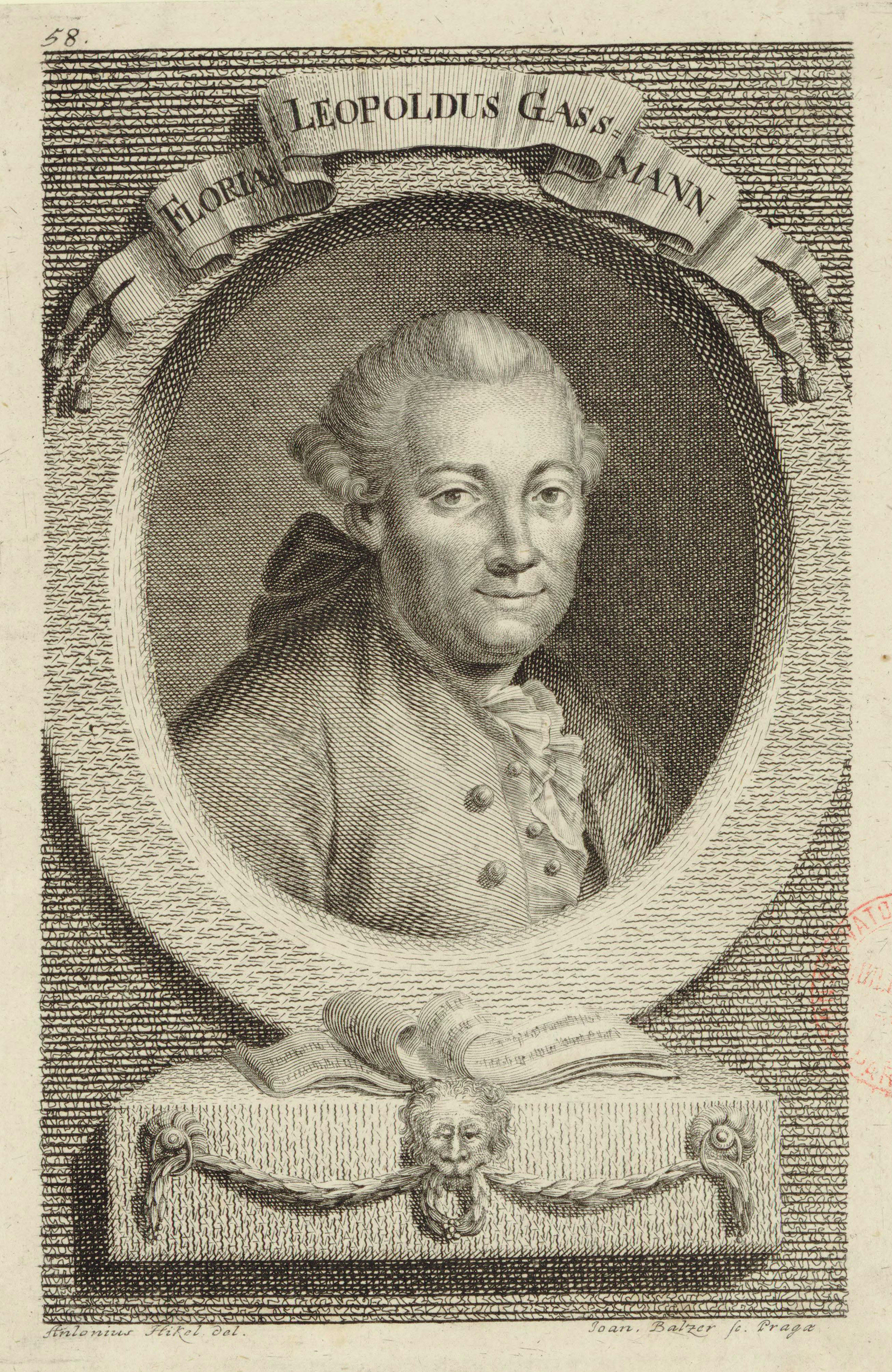
Florian Leopold Gassmann, rytina Johanna Balzera podle Antona Hickla, před 1780

Gassmannovský badatel Gustav Donath hodnotil Boccheriniho libreto z hlediska estetiky své doby (přelomu 19. a 20. století) nepříznivě: „Tento text je nejhorší, jaký si lze představit. Je velmi politováníhodné, že Gassmann vyplýtval své nejlepší schopnosti na tento námět, který by mohl být uveden jako školský příklad zvrhlosti komických operních textů […] Jsou nám zde předkládány nejpolitováníhodnější následky nejnižších vášní, jako pití a hazard, aby sklížily často zcela nepravděpodobný děj. Mezi postavami není jediná, která by nám byla jemnějšími, lidštějšími rysy sympatická…“ Děj je v této opeře vedlejší, Boccherini především v komických konfrontacích postav, z nichž skutečně žádná nemá být obecenstvem považována za kladnou, ukazuje jejich různé neřesti, které je všechny svedou „na mizinu“ ve smyslu závěrečného morálního poučení, že do neštěstí uvedou lidi zákonitěji jejich slabosti spíše než pouhá nepřízeň osudu.
Donath libretu podloženě vyčítá nedostatek ansámblů: až na finále všech tří dějství (závěrečné v podobě ronda) a jeden hádavý duet mezi oběma ženskými postavami nejsou v této opeře žádné ansámbly, jen řetězení árií. Ty jsou vesměs spojeny secco recitativem, jen rozsáhlejší scéna Tracannona ve vězení je uvozena doprovázeným recitativem. Maximální uznání však Donath vyslovuje Gassmannově hudbě: „Nikde nenacházíme takovou hojnost vábných melodií a šťastných nápadů jako tady. Přitom se [Gassmann] ukazuje ze zcela nové strany v zacházení s orchestrem, který je často samostatně využit k povahokresbě pomocí využití jednotlivých zvláště charakteristických průvodních motivů, které jsou metodou provedení rozvinuty do větších tonálních frází.“ Většinu árií povahuje za velmi zdařilou pro charakterizaci osob (např. Ciaccoliny a Liberta) a mnohá místa využívají postupů parodujících vážnou operu: například přehnaně lyrická koloraturní árie, v níž Liberto Ciaccolině falešně slibuje věrnost; árie, v níž se Tracannone, propuštěný z funkce pro opilost a zpronevěru, vžívá do své nové role zbožného poutníka; nebo celá jeho „vězeňská scéna“. Libertova árie o to, jak nedokáže odolat přitažlivosti všech žen, předjímá Mozartova Dona Giovanniho. I finále, z nichž každé má zcela rozdílný charakter, považuje Donath za vynalézavá a zdařilá.
Rukopis partitury opery Na mizině uchovává Rakouská národní knihovna ve Vídni.

## Osoby a první obsazení
- Tracannone, guvernér Borgofortu, tenor buffo
- Ciaccolina, kavárnice, soprán
- Liberto, guvernérův syn, tenor
- Virginia, trhovkyně s voskem, alt
- Riscano, její bratr, bas
- Číšníci, služebnictvo, biřici (němé role)[4][8]

## Děj opery

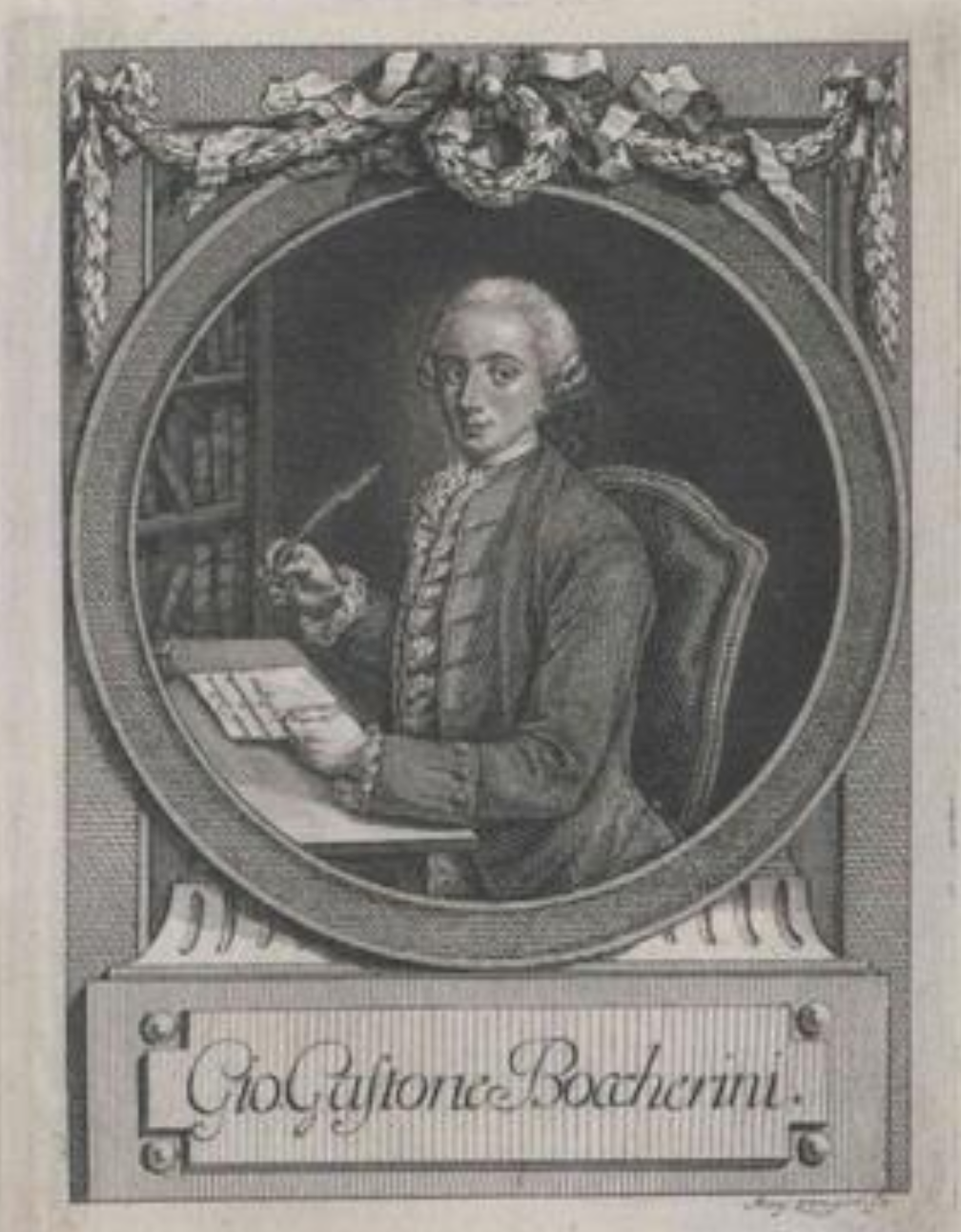
Libretista Giovanni Gastone Boccherini

Odehrává se v městečku Borgoforte.

### 1. dějství
(1. obraz – Kavárna se stoly, židlemi, biliárem atd.) kavárnice Ciaccolina vítá místního guvernéra Tracannona. Ač je ráno, dává si guvernér jako obvykle hned rosolku (introdukce Al signor governatore). Přichází Tracannonův syn Liberto, marnotratník a sukničkář, jehož kouzlu podlehla i Ciaccolina. Tracannone potřebuje se synem mluvit: je na mizině, z vévodské pokladny už potají vybral zálohy na svůj plat na devadesát let dopředu a co sám nepropil, prohýřil jeho syn. Jako bezprostřední záplatu nese do zastavárny zlatou schránku a prsten; dlouhodobě chce vyřešit jejich finanční situaci tím, že Liberta ožení se starou, ale bohatou donnou Girellou. Liberto předstírá poslušnost, a když se otec dostatečně podnapije, přesvědčí ho, aby mu klenoty svěřil a poslal k zastavárníkovi jeho. Tracannone se loučí s opileckým sentimentem (árie Vo' pensare un poco ancora).
Liberto nehodlá otce poslechnout: nebude si brát starou, když už slíbil manželství dobré čtyřicítce mladých, včetně Ciaccoliny. Té ukazuje krabičku a prsten, aby ji navnadil, ale ta ho odmítá následovat do domu beze sňatku. Liberto jí ho opět slibuje sňatek, jen co získá rodičovský souhlas, a pak běží do zastavárny (árie Addio sposina). – Přichází mladík Riscano a vlichocuje se Ciaccolině, ale ta ví, že se k ní má jen tehdy, když přišel o poslední halíř ve hře. Půjčuje mu jeden zlatý pod podmínkou, že ji přestane obtěžovat (árie Un zecchin vi presto). Riscano si zoufá – prohrál nejen všechny své peníze, ale i věno své sestry Virginie, trhovkyně s voskem. Ta si má naštěstí vzít guvernérova syna Liberta, takže nebude věno potřebovat, ba nakonec bratra finančně zabezpečí, domnívá se Riscano.
Liberto se vrací ze zastavárny a Riscano ho hned svede k partičce karet, kterou Liberrto prohrává. Riscano ho pokrytecky utěšuje a s vyhranou sumou běží znovu za hazardem (árie Eh niente, niente amico). Liberto si o samotě stěžuje, že ho chce otec svázat manželstvím, ale on nedokáže žít bez početných žen (árie Quante volte, o donne amate).
(2. obraz – Libertův pokoj) Virginia přišla neohlášena navštívit svého domnělého nastávajícího (árie D'Amore il desìo). Ten je překvapen, slibuje jí brzký sňatek a nabádá jí, aby mu rovnou předala své věno – jenže to má v rukou Virginiin bratr Riscano. Vstoupí rozzlobený Tracannone. Vyptává se syna, co udělal s penězi od zastavárníka, ale Liberovy vytáčky jsou marné – otec už ví, že je prohrál v kartách s Riscanem. Vyhání syna z domu a posílá na něho biřice; Libertovi se podaří utéci.
Virginia se domnívá, že stačí přesvědčit bratra, aby výhru vrátil, a vše bude v pořádku. Tu přichází svého nastávajícího hledat i Ciaccolina a obě ženy se dají do hádky o to, která z nich je pravá Libertova snoubenka. Ciaccolina chce Virginii pohnat před soud a ta odchází hrdě a uraženě (árie Io mi rido delle chiacchiere). Ciaccolina je realističtější: vidí, že jestli ji Liberto podvedl, bude obtížné najít zastání u soudu, je-l soudcem Tracannone, ale s pomocí advokáta se o to přesto pokusí (árie Afflitta, e semplice).
(3. obraz – Soudní dvorana) Riscano se pořád domnívá, že své starosti vyřeší svatbou Virginie s Libertem, a proto mu slibuje zařídit, aby ho otec přijal zpět – a jak jinak než pomocí silného vína. Když přijde Tracannone, chce hned po Riscanovi vrátit vyhrané peníze, ale Riscano ho napájí těžkým vínem a docílí toho, aby Tracannone Libertovi odpustil – ne však, aby mu dovolil vzít si Virginii.
Do soudní síně vtrhnou Ciaccolina a Virginia: přinášejí stížnost na sebe navzájem a především písemné sliby manželství od Liberta. Liberto se přiznává, že slíbil manželství oběma. Protože nelze určit časovou prioritu nároků, neboť písemnosti nejsou datovány, navrhuje Riscano, aby si Liberto mezi nimi vybral. Jenže Tracannone je sice natolik opilý, že rozsudek sepisuje vínem namísto inkoustu, ale jeho vůle je jasná: prohlašuje oba sliby za neplatné a potvrzuje, že si Liberto musí vzít donnu Girellu. Obě ženy chce uvrhnout do vězení. Všichni přítomní se rozčilují, lají opilému soudci a vyhrožují, že věc poženou až k vévodovi – ale Tracannone neustoupí (finále Almen senta).

### 2. dějství

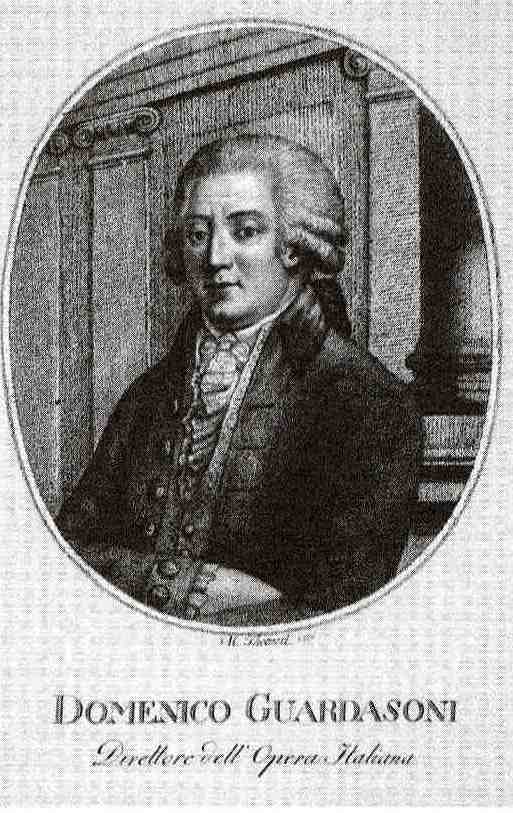
V opeře Na mizině ve Vídni debutoval tenorista a pozdější divadelní ředitel Domenico Guardasoni.

(1. obraz – Dvůr) Ciaccolina a Virginia uzavírají dočasné spojenectví proti Tracannonovi, až pak se rozhodne, která z nich si vezme Liberta. Ale Riscano je zbavuje iluzí: on sám zná alespoň třicet dalších dívek s manželským úpisem od mladého prostopášníka a nyní se všechny chystají obrátit na vévodu, aby rozhodl. Riscano sám se hodlá s Tracannonem vypořádat vlastními zbraněmi – lstí a kartami (árie Corro all' assalto ardito). Ciaccolina a Virginia se smlouvají na tom, jak dají Libertovi výprask, a odcházejí se připojit k ostatním zklamaným snoubenkám a podněcovat je. Virginia sice horuje proti Libertovi, ale stále ho miluje (árie Andiamo, andiamo).
(2. obraz – Síň se dvěma stoly, jedním prostřeným a druhým s velkou škatulí) Riscano přináší Tracannonovi krabici vína, které mu tak chutnalo, ale hraje s ním o ni – za soustavného popíjení – morru. Nejen že ho obehraje a přitom opije, ale také zjistí, že Tracannone vybírá peníze přímo z vévodské pokladnice. Této znalosti hodlá využít. Liberto mezitím prchá před rozezlenými ženami, ale když ho dostihnou Ciaccolina a Virginia, dokáže je svým šarmem a lichotkami uchlácholit. Vysvětluje jim, jak miluje všechny ženy, pokud mu nechtějí ublížit (árie Io sò quali donzelle).
Riscano pak obě zasvěcuje do plánu udat Tracannona vévodovi. Ale peníze, které právě vyhrál, běží opět vsadit do hazardní hry (árie Se gioco al billiardo). Ciaccolina zatím přivolala biřice a přikazuje namol opilého Tracannona odnést do šatlavy, dokud nevystřízliví. Pak si stěžuje na svůj osud, protože se stál necítí spokojena – všechny strasti jí zavinil zpropadený Amor (árie Un dì mi disse Amor).
(3. obraz – Šatlava) Tracannone se probouzí z opilosti v temné kobce a děsí se, kde je. Za třeštění hlavy se pokouší dát dohromady vzpomínky na to, co se stalo. Že by se vévoda dozvěděl o tom, jak ho okrádá, a dal ho uvěznit? Nakonec může přivolat žalářníka a zjistí, že šlo o žert. Odchází tedy na svobodu, avšak stále vylekaný (doprovázený recitativ a árie Ah ah… Sì sì… – Se da una alta ignota rupe).
(4. obraz – Příjemná pláž u řeky Pádu) Ciaccolina a Virginia se scházejí u řeky. Ciaccolina popisuje, jak daly oklamané ženy Libertovi co proto, a téměř ho lituje. Virginia její lítost označuje za pokrytectví: vždyť je sama nejvíce pobízela. I když vévoda prohlásil všechny Libertovy sliby manželství za neplatné, Virginia stále doufá, že si nakonec vezme ji. Ani Ciaccolina by Libertem nepohrdla, ale myslí, že je to nemožné: syn je zruinován a jeho otec uvězněn, tentokrát doopravdy. Obě ženy jsou tak v bezvýchodné situaci.
Ještě hůře se vede ostatním. Riscano přibíhá v podvlékačkách, protože prohrál všechny své peníze, Virginiino věno, Ciaccolininu půjčku a nakonec i vlastní šatstvo. Tracannone byl zbaven funkce a fiskus mu zabavil všechen majetek: musí jít krajem o žebrotě. A Liberto se přivleče rozedraný a polomrtvý, jak se na něm jeho snoubenky vyřádili. Všichni svádějí vinu jeden na druhého, ale všichni jsou na tom stejně: zcela na mizině (finále Ah pur troppo mi veggio costretta).

### 3. dějství

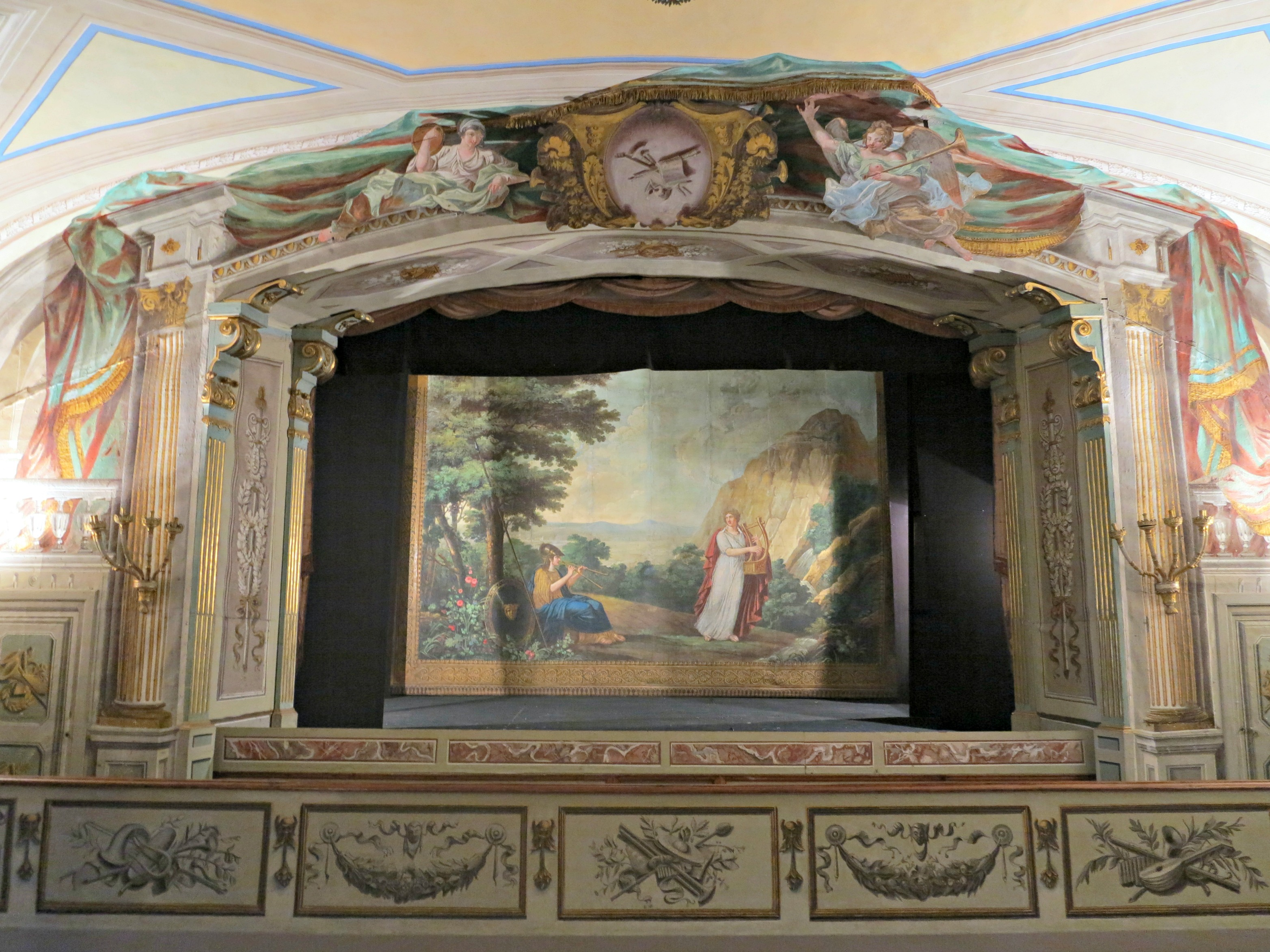
Divadelní sál v paláci toskánského velkovévody v Poggio a Caiano, kde se opera Na mizině hrála roku 1773

(1. obraz – Náměstí před Ciaccolininou kavárnou) Liberrto potkává Riscana oblečeného v novém oděvu. Ten mu vysvětluje, že prodal všechen vosk, který měla Virginia v krámu, a mohl si koupit šaty. Slibuje Libertovi také pomoci, pokud se zaváže, že až bude mít peníze, ožení se s Virginií. To Librto beze všeho slibuje, ale jak e k penězům dostane? Riscano tvrdí, že viděl Libertova otce v oděvu tuláka odcházet od zastavárníka: určitě u sebe má onu zlatou skříňku a prsten. Je tedy třeba ho oloupit, a když už jsou při tom, musí nejprve vyloupit Ciaccolinu, ať si Liberto může pořídit oblek, v němž ho otec nepozná. Liberto se toho ujme, protože ví, kde schovává Ciaccolina peníze 
(árie Sò dove tien na chiave). Riscano zatím odvádí její pozornost a Ciaccolina se ráda rozpovídá o tom, jak se donna Girella provdala za vhodnějšího manžela a jak jí zchudlý Tracannone líbal ruce, když mu nalila zdarma víno do čutory. Mezitím je Liberto hotov a Riscano se s Ciaccolinou rychle rozloučí. Ciaccolina zjistí, co se stalo, a laje Riscanovi i Libertovi (árie Gran birbi che si veggono).
(2. obraz – Les) Tracannone jde lesem jako žebravý poutník (árie Povero pellegrino). Riscano a Liberto v převleku ho přepadnou a chtějí oloupit, ale nejdou u něho jen pár grošů – víc mu zastavárník nedal. To by ještě Tracannone přežil, ale když mu lupiči ukradnou i čutoru, rozhořčený bývalý guvernér se vrací do města, aby hledal spravedlnost.
(3. obraz – Soudní dvorana) Virginia lamentuje u soudu (árie Son finiti i miei contenti). Ciaccolina přichází a vypráví jí, co se přihodilo. Riscano zruinoval obchod své sestry stejně jako Ciaccolininu kavárnu, ale obě ženy se přesto opět pouštějí do hádky o to, která dostane Liberta (duet Possa morir l'astrologa).
Přichází Tracannone v tóze. Vévoda prý mu dal ještě jednu šanci: ať se ukáže tím, jak rozsoudí vlastní případ proti lupičům, kteří byli chyceni v lese. Biřici přivádějí Riscana a Liberta. Tracannone je zhrozen, stejně jako Ciaccolina a Virginia, které zhrzeně vracejí slib manželství. Soudce je natolik rozhořčen synovým nevděkem, že by je nejprve dal oběsit, pak je odsuzuje k vyhnanství, ale nakonec se dá uprosit a synovi odpustí za slib, že změní své mravy. I Riscano se omlouvá Virginii a zapřísahá se, že zanechá hazardu. Liberto také slibuje Ciaccolině odčinit loupež – jen co bude mít zase peníze…
Jak říká Virginia, na mizinu člověka může přivést leccos či leckdo, ale zpravidla je příčinou jeho vlastní neřest. Všichni jeden po druhém slibují zanechat svých neřestí a smířit se s tím, že skončili na mizině (finále Dunque abboriamo il vizio).